# 제3(브란덴부르크)검기병연대 폰 치텐
제3(브란덴부르크)검기병연대 폰 치텐(Husaren-Regiment „von Zieten“ (Brandenburgisches) Nr. 3)은 프로이센 육군의 검기병 연대 중 하나다. 1730년 편성되어 초대 연대장 한스 요아힘 폰 치텐의 이름이 붙었다.
프리드리히 대왕이 제2검기병연대로 처음 편성했고, 1806년 제4차 대프랑스 동맹 당시에는 "제2경호검기병연대 폰 루도르프(No.2 Leib-Husaren von Rudorff)"라고 불렸다.
연대는 1806년 라테카우에서 프랑스에게 항복하고 일단 해산당했다. 1807년 연대의 구 구성원들이 "마르비츠 자유군단"이라는 이름으로 모여서 1808년 8월 7일 블뤼허 상급대장의 기병대에 합류하여 제1(브란덴부르크)검기병연대를 이루었다. 한편 연대의 다른 구성원들은 1812년 러시아 원정 때 프랑스의 동맹군으로 끌려갔다가 1813년-1814년 제6차 대프랑스 동맹, 1815년 제7차 대프랑스 동맹에서 반프랑스 동맹군에 복귀하여 싸웠다.
1860년 연대는 독일 연방 소속이 되었다가 1861년 구 프로이센 제2검기병연대의 전통을 이음을 공식적으로 인정받았다. 제1차 세계 대전 발발 직전에는 제6기병여단을 이루어 제6사단에 속해 "제3(브란덴부르크)검기병연대 폰 치텐"이 되어 있었고 라테노프에 주둔했다. 전쟁이 터지고 동원령이 내려지면서 각 기병여단들이 독립 사단으로 재편되었고 치텐 연대는 제5사단과 제6사단으로 나뉘었다.

## 참고 문헌
- Knötel, Richard, Knötel, Herbert, & Sieg, Herbert (1980).  Uniforms of the World: A compendium of Army, Navy, Air Force uniforms 1700-1937, Charles Scribner's Sons
- Knötel, Richard (1890). 〈1/13〉. 《Uniformenkunde (Uniformology)》 (독일어) 1. Rathenow: Max Babenzien. 2016년 3월 3일에 원본 문서에서 보존된 문서. 2017년 4월 25일에 확인함.
- Schulz, Hugo (1992). 《Die preussischen Kavallerie-Regimenter 1913/1914 nach dem Gesetz vom 3. Juli 1913》. Augsburg: Weltbild. 97–98쪽. ISBN 3893503439.